# Lucien Nat
Lucien Nat (11 de enero de 1895 - 25 de julio de 1972) fue un actor teatral, cinematográfico y televisivo de nacionalidad francesa.
Nacido en París, Francia, su nombre completo era Lucien Maurice Natte. Actuó en el cine desde 1932 hasta 1965, y en la televisión entre 1959 y 1972.
Nat falleció en Clichy, Francia, en 1972, y fue enterrado en 
Chamarande.

## Selección de su filmografía

### Cine
| - 1931 : Deux bons copains, de Abel Jacquin - 1932 : Les Gaietés de l'escadron, de Maurice Tourneur - 1934 : Les Misérables, de Raymond Bernard - 1937 : Forfaiture, de Marcel L'Herbier - 1938 : La Tragédie impériale, de Marcel L'Herbier - 1938 : Boissière, de Fernand Rivers - 1939 : Campement 13, de Jacques Constant - 1939 : Le Corsaire, de Marc Allégret - 1941 : Le Dernier des six, de Georges Lacombe - 1942 : Les affaires sont les affaires, de Jean Dréville - 1942 : Pontcarral, colonel d'empire, de Jean Delannoy - 1943 : Le Capitaine Fracasse, de Abel Gance - 1943 : Mermoz, de Louis Cuny - 1943 : Untel Père et Fils, de Julien Duvivier - 1944 : Le Bossu, de Jean Delannoy - 1946 : Martin Roumagnac, de Georges Lacombe - 1946 : Patrie, de Louis Daquin - 1948 : Rocambole, de Jacques de Baroncelli - 1948 : Neuf garçons, un cœur, de Georges Friedland - 1949 : Retour à la vie, segmento Le Retour de Tante Emma, de André Cayatte | - 1949 : Le Parfum de la dame en noir, de Louis Daquin - 1952 : Nous sommes tous des assassins, de André Cayatte - 1953 : Le Dernier Robin des Bois, de André Berthomieu - 1954 : Si Versailles m'était conté..., de Sacha Guitry - 1955 : Le Dossier noir, de André Cayatte - 1955 : Si Paris nous était conté, de Sacha Guitry - 1957 : Reproduction interdite, de Gilles Grangier - 1958 : Police judiciaire, de Maurice de Canonge - 1959 : Die Gans von Sedan, de Helmut Käutner - 1961 : Les Amours célèbres, de Michel Boisrond, segmento Jenny de Lacour - 1961 : Le Petit Garçon de l'ascenseur, de Pierre Granier-Deferre - 1962 : Climats, de Stellio Lorenzi - 1962 : Thérèse Desqueyroux, de Georges Franju - 1964 : Las amistades particulares, de Jean Delannoy |

### Televisión
- Serie La caméra explore le temps :
  - 1958 : episodio 4, Le Mystérieux Enlèvement du sénateur Clément de Ris ;
  - 1959 : episodio 10, Le véritable Napoléon II ;
  - 1962 : episodio 22, L'affaire du collier de la reine.
- 1959 : Les Cinq Dernières Minutes, Un grain de sable, de Claude Loursais
- 1959 : Marie Stuart, telefilm de Stellio Lorenzi
- 1962 : L'inspecteur Leclerc enquête, episodio Un mort sans portefeuille, de Yannick Andreï
- 1965 : Dom Juan ou le Festin de pierre, telefilm de Marcel Bluwal
- 1965 : Le Mystère de la chambre jaune, de Jean Kerchbron
- 1965 : Le train bleu s'arrête 13 fois, episodio Marseille, choc en retour, de Michel Drach
- 1970 : Le fauteuil hanté, de Pierre Bureau
- 1971 : Les Enquêtes du commissaire Maigret, de Marcel Cravenne, episodio Maigret aux assises
- 1972 : Les Misérables, de Marcel Bluwal

## Teatro
- 1921 : La Dauphine, de François Porché, Théâtre du Vieux-Colombier
- 1922 : Les Plaisirs du hasard, de René Benjamin, escenografía de Jacques Copeau, Théâtre du Vieux-Colombier
- 1922 : La Princesse Turandot, de Carlo Gozzi, escenografía de Jacques Copeau, Théâtre du Vieux-Colombier
- 1930 : La ópera de los tres centavos, de Bertolt Brecht, escenografía de Gaston Baty, Teatro Montparnasse
- 1933 : Crimen y castigo, a partir de Fiódor Dostoyevski, escenografía de Gaston Baty, Teatro Montparnasse
- 1934 : Prosper, de Lucienne Favre, escenografía de Gaston Baty, Teatro Montparnasse
- 1935 : Hommage des acteurs à Pirandello : Comme tu me veux, de Luigi Pirandello, Teatro des Mathurins
- 1942 : Sodome et Gomorrhe, de Jean Giraudoux, escenografía de Georges Douking, Teatro Hébertot
- 1943 : Cristobal, de Charles Exbrayat, escenografía de Jean Darcante, Teatro Montparnasse
- 1945 : La fierecilla domada, de Shakespeare, escenografía de Gaston Baty, Teatro Montparnasse
- 1947 : Le Juge de Malte, de Denis Marion, escenografía de Maurice Cazeneuve, Teatro Montparnasse
- 1947 : Messaline, de Claude Vermorel, escenografía de Georges Douking, Teatro Pigalle
- 1949 : Le Roi pêcheur, de Julien Gracq, escenografía de Marcel Herrand, Teatro Montparnasse
- 1949 : Das Kapital, de Curzio Malaparte, escenografía de Pierre Dux, Théâtre de Paris
- 1950 : L'Affaire Fualdès, de Denis Marion, escenografía de Georges Douking, Théâtre du Vieux-Colombier
- 1951 : Dominique et Dominique, de Jean Davray, escenografía de Raymond Rouleau, Teatro Michel
- 1952 : Casa de muñecas, de Henrik Ibsen, escenografía de Jean Mercure, Comédie Caumartin
- 1954 : N'importe quoi pour elle, de Steve Passeur, escenografía de Georges Douking, Teatro Gramont
- 1954 : La condición humana, de André Malraux, escenografía de Marcelle Tassencourt, Teatro Hébertot
- 1955 : La gaviota, de Antón Chéjov, escenografía de André Barsacq, Teatro de l'Atelier
- 1956 : Les Étendards du roi, de Costa du Rels, escenografía de Marcelle Tassencourt, Théâtre du Vieux-Colombier, Teatro Hébertot
- 1957 : Le Pain blanc, de Claude Spaak, escenografía de Yves Brainville, Théâtre du Vieux-Colombier
- 1957 : Le Jeu de la vérité, de José Luis de Vilallonga, escenografía de Pierre Valde, Théâtre du Gymnase Marie-Bell
- 1957 : Fausto, de Goethe, escenografía de Gaston Baty, Teatro Montparnasse
- 1958 : La Maison des cœurs brisés, de George Bernard Shaw, escenografía de Ariane Borg y Michel Bouquet, Teatro de l'Œuvre
- 1958 : L'Homme de guerre, de François Ponthier, escenografía de Marcelle Tassencourt, Comédie de Paris
- 1960 : Madame, je vous aime, de Serge Veber, escenografía de Guy Lauzin, Teatro Daunou
- 1960 : Le Signe du feu, de Diego Fabbri, escenografía de Marcelle Tassencourt, Teatro Hébertot
- 1962 : L'Otage, de Paul Claudel, escenografía de Bernard Jenny, Théâtre du Vieux-Colombier
- 1962 : Le Pain dur, de Paul Claudel, escenografía de Bernard Jenny, Théâtre du Vieux-Colombier
- 1962 : Le Père humilié, de Paul Claudel, escenografía de Bernard Jenny, Théâtre du Vieux-Colombier
- 1965 : Le Repos du septième jour, de Paul Claudel, escenografía de Pierre Franck, Teatro de l'Œuvre
- 1969 : 7 + quoi ?, de François Billetdoux, Théâtre du Gymnase Marie-Bell